# Letteratura tunisina
Nell'ambito della letteratura araba contemporanea, un posto a sé occupa la letteratura tunisina.
Anche nel Maghreb gli scrittori hanno dimostrato infatti di sapersi allineare narrativamente con gli altri prosatori arabi alle speranze dell'arabismo politico, sociale, economico e culturale. La conseguenza è che i narratori del mondo arabo hanno partecipato efficacemente alla maturazione delle coscienze nazionali consone alle nuove esigenze, con le quali le classi sociali potessero più facilmente abbandonare le vecchie strutture e lanciarsi verso una migliore programmazione del futuro.
La poesia tunisina contemporanea è stata segnata dal suo più gran poeta innovatore, nonché intellettuale impegnato nella politica culturale del suo Paese: Abu l-Qasim al-Shabbi (cugino del padre della poetessa Faḍīla Shabbī).
All'inizio del nostro secolo, la Tunisia ha conosciuto un gran fermento culturale, interpretato da un'élite di poeti, romanzieri, professori, giuristi, intellettuali, coscienti dell'importanza della loro identità di tunisini in reazione alla forte pressione esercitata da modelli arabi e francese.
Nel suo saggio, Le correnti letterarie nella Tunisia Contemporanea, Béchir Ben Slama insiste su questo periodo di polemiche che ha generato ricchezze letterarie di alto livello poetico.
Abū l-Qāsim Shabbī con i suoi compagni poeti Bachrouch e Hlioui dichiarava per quello che riguarda il campo letterario:
«Siamo in cerca di una letteratura vigorosa e profonda che si accorda con le nostre inclinazioni e conviene ai nostri gusti nella nostra vita presente con quello che comporta come passione e speranza. Non ci ritroviamo nella letteratura araba, perché non è stata creata per noi, figli di questo secolo, ma è stata creata per cuori che il silenzio della morte ha paralizzato».
Uno dei maggiori elementi del merito di Abū l-Qāsim Shabbī è la sua rivolta nei riguardi della letteratura araba lontana dall'anima tunisina. La loro scoperta della poesia egiziana contemporanea del loro periodo è stata determinante. Bachrouch dichiara nella rivista Mondo Letterario: 
«Lo stile è una particolarità della riflessione. Ogni comunità ha i suoi propri stili di scrittura e di versificazione così che i suoi propri modi nel trattamento e nella presentazione dei soggetti... Vogliamo che i nostri stili siano tunisini prima di tutto, sorti dall'anima tunisina e dal pensiero tunisino». 
Per quello che riguarda la letteratura popolare, Shabbī scrive: 
«Se la letteratura vuole riuscire, deve portare la lingua araba ed i suoi modi di espressione ad ammettere le espressioni popolari che portano il segno e l'impronta del popolo. Così la lingua avrebbe acquisito un nuovo e ricco significato allegato a ciò che possiede già come tesoro ereditario. O allora integrerebbe espressioni popolari nella lingua araba, a condizione che non snaturino l'anima della lingua, né le sue regole d'origine, così l'uomo di lettere dimora fedele alla lingua araba e fedele alla sua arte». 
Abū l-Qāsim Shabbī, rielaborando questo suo pensiero nelle sue ultime poesie (morì nel 1934 ad appena 25 anni) e in particolare “la volontà di vivere”, esprime nei suoi scritti i suoi punti di riferimento e le sue idee, insistendo su questa sua rivolta che costituirà il punto di partenza e un cambiamento radicale nella vita dei tunisini.
Nel secondo dopoguerra, un'élite di poeti è nata, un gruppo eletto di professori laureati alla Sorbona di Parigi. Tutti, imbevuti di cultura araba ed occidentale, si sono raggruppati intorno alla rivista Ezzohra (al-Zahrāʾ). Nella loro reazione ai movimenti innovatori, ostili all'arcaismo poetico, si schierarono su posizioni classicistiche del pensiero, della lingua, dell'insegnamento, della letteratura e della cultura. E malgrado il loro bilinguismo ed il loro biculturalismo, si orientarono in direzione di una pratica "orientalista", creando la rivista al-Mabāhith ("Le ricerche"), basata su un metodo razionale di scrittura.
In essa il linguaggio usato è chiaramente incline al recupero del patrimonio artistico e lessicale classico. Anche autori come Jacques Berque, noto studioso della letteratura araba e magrebina, malgrado la sua rivolta contro l'orientalismo tradizionale, non ha potuto sfuggire all'influenza di questa ricerca di specifica arabicità. Abdelkebir Khatibi, nella sua opera Maghreb plurale, dirà: 
«L'orientalista è un traduttore, nella misura in cui fa passare da una riva linguistica ad un'altra. Il suo sogno è d'essere bilingue... Parliamo di orientalismo attento al destino dell'Occidente, e per il quale gli arabi rappresentano una forma di classicismo occidentale». 
Quest'attitudine è contraria al pensiero di molti critici del tempo in cui l'idea di Nietzsche nelle sue Considerazioni attuali, è predominante: 
«Abbiamo bisogno della storia... per vivere e per agire, non per allontanarci facilmente dalla vita e dall'azione... Vogliamo servire la storia nella misura in cui serve la vita». 
Questa posizione dei classicisti non è molto cambiata nel discorso dei partigiani d'un certo dogma della purezza della lingua araba. Ciò non sembra lasciare alcuno spazio alla creatività poetica. Perciò Ezzedine Madani e vari altri poeti della rivista al-Fikr (Il pensiero) scrivono controcorrente, liberando completamente dagli anni settanta la poesia, impiegando i cosiddetti "versi liberi". Il loro disegno di elaborare un'arte poetica moderna, condusse a uno stile che fu definito “poesia non metrica”. Tale movimento è durato solo tre anni, dal 1969 al 1972 ma la rivista al-Fikr è stata il fondamento strumento di espressione poetica e di sostegno morale e culturale di poeti poco noti o isolati.
Jean Fontaine, studioso della letteratura maghrebina e del mondo arabo, direttore della rivista IBLA, nel suo saggio "Bibliografia della letteratura tunisina contemporanea in arabo, 1954-1996", nota che la poesia attuale è una poesia che , in rispondenza agli avvenimenti vissuti ed attuali, cerca di esprimere idee e pensieri universali, metafisici e quasi mistici. Egli scrive: «La poesia cosmica è agli antipodi del realismo dell'avanguardia. Vuol essere creazione di una estetica di linguaggio nuovo, fuori del contesto dell'osservazione immediata. Impiega spesso il vocabolario mistico o metafisico. Pensa di allontanarsi così dalle cose di questo triste mondo. Lo sentiamo almeno nelle prime raccolte scritte in lingua araba dai loro protagonisti: Moncef Wahaïbi (Qayrawan, 1949) e Mohamed El Ghozzi (Qayrawan, 1949)».
I nuovi temi sono la gioia e la natura. Le raccolte di poesie somigliano a un'epopea. L'essere umano può trovare il suo posto solo in seno agli elementi naturali, senza escludere la fuga verso l'irrazionale.
L'influenza del poeta siriano Adunis e della scuola libanese al-Shiʿr (La poesia) è evidente, come quella dell'avanguardia, che si manifesta in modo occulto. La dimensione lirica del nazionalismo arabo viene dal palestinese Mahmud Darwish. Possiamo avvicinare questi temi a quelli della purificazione necessaria in Husayn al-Qahwaji (Qayrawan, 1959) o della concezione del poema-romanzo in Adam Fethi (Gabes 1957). Raccolte queste, come quelle seguenti, scritte in lingua araba.
I poeti privilegiano la fuga nel “mistico”. Ritroviamo nella poesia lo stesso fenomeno che in prosa. In effetti la poesia “senza ostacoli” ( ghayr al-amûdi wa l-hurr ), come la poesia cosmica, costituiscono tappe che possono servire come punti di riferimento, malgrado il fatto che la maggioranza dei poeti continui a seguire una via più tradizionale.
Dall'indipendenza, la transizione è stata garantita da Munawwar Smâdih (Nefta, 1931) che canta la lotta nazionale dei popoli tunisino ed algerino.
Il relais è stato assicurato da un gruppo di poeti che cercano di rinnovare il contenuto più della forma. Ja'far Majid (Qayrawan, 1940) fedele alla lingua "pura", e Nurreddine Sammûd (Kelibia, 1932) continuano in questa linea fino ad oggi. Il realismo populista di Ben Salah al-Midâni (Nefta, 1929) non esclude di farne un poeta centrato su se stesso.
Tuttavia, la poesia contemplativa trova la sua migliore espressione nella poesia di Muheddine Khraîef (Nefta, 1932) che prosegue la sua ricerca itinerante attraverso le parole e nell'eccellente Mohamed Fawzi El Ghozzi (Hammam Ghezaz, 1955) o, ancora, in Ahmed Sghaïer Ulad Ahmed (Sidi Bou Zid, 1955).
Oggigiorno, la problematica della lingua scelta dai poeti emerge ancora: espressione in lingua araba o francese? Alcuni eccellono in ambedue le lingue, come Kacem Abdelaziz (1932), Bekri Tahar, Bouraoui Hedi (1932), El Houssi Magid (1934), Saîd Amina (1953), Garmadi Salah (1933-1982), Ghaciem Moncef ed El Gulli Sophie (1931). Nel corso del XXI secolo si afferma, tra gli altri, la figura di Amine Al Ghozzi, che, nel 2021, vinse il Premio letterario dell'Unione europea, col romanzo زندالي ليلة 14 جانفي 2011 (Zindali, The Night of 14 January 2011).